# Бюгар
Бюга́р (фр. Bugard, окс. Bugar) — коммуна во Франции, находится в регионе Юг — Пиренеи. Департамент — Верхние Пиренеи. Входит в состав кантона Три-сюр-Баиз. Округ коммуны — Тарб.
Код INSEE коммуны — 65110.

## География
Коммуна расположена приблизительно в 650 км к югу от Парижа, в 100 км юго-западнее Тулузы, в 20 км к востоку от Тарба.
Коммуна расположена в местности Бигорр. На востоке коммуны протекает река Лизон.

## Климат
Климат умеренно-океанический с солнечной тёплой погодой и обильными осадками на протяжении практически всего года.

## Население
Население коммуны на 2010 год составляло 86 человек.
| 1962 | 1968 | 1975 | 1982 | 1990 | 1999 | 2010 |
| ---- | ---- | ---- | ---- | ---- | ---- | ---- |
| 128  | 111  | 100  | 95   | 93   | 99   | 86   |

## Администрация
| Период | Период | Фамилия         | Партия | Примечания |
| ------ | ------ | --------------- | ------ | ---------- |
| 2001   | 2014   | Кристьян Каррер |        |            |
| 2014   | 2020   | Эрик Викторен   |        |            |

## Экономика
В 2010 году среди 52 человек трудоспособного возраста (15-64 лет) 39 были экономически активными, 13 — неактивными (показатель активности — 75,0 %, в 1999 году было 68,0 %). Из 39 активных жителей работали 37 человек (22 мужчины и 15 женщин), безработных было 2 (0 мужчин и 2 женщины). Среди 13 неактивных 2 человека были учениками или студентами, 8 — пенсионерами, 3 были неактивными по другим причинам.